# (4720) Tottori
(4720) Tottori es un asteroide perteneciente al cinturón de asteroides, descubierto el 19 de diciembre de 1990 por Seiji Ueda y el astrónomo Hiroshi Kaneda desde el Kushiro Marsh Observatory, Hokkaido, Japón.

## Designación y nombre
Designado provisionalmente como 1990 YG. Fue nombrado Tottori en homenaje a la ciudad japonesa Tottori ubicada en el área central de Sanín, localizada en el Mar de Japón, ciudad hermanada con Kushiro desde el año 1963.

## Características orbitales
Tottori está situado a una distancia media del Sol de 2,225 ua, pudiendo alejarse hasta 2,549 ua y acercarse hasta 1,901 ua. Su excentricidad es 0,145 y la inclinación orbital 5,870 grados. Emplea 1212 días en completar una órbita alrededor del Sol.

## Características físicas
La magnitud absoluta de Tottori es 13,1. Tiene 6,049 km de diámetro y su albedo se estima en 0,305.